# Juan Aparicio Quintana

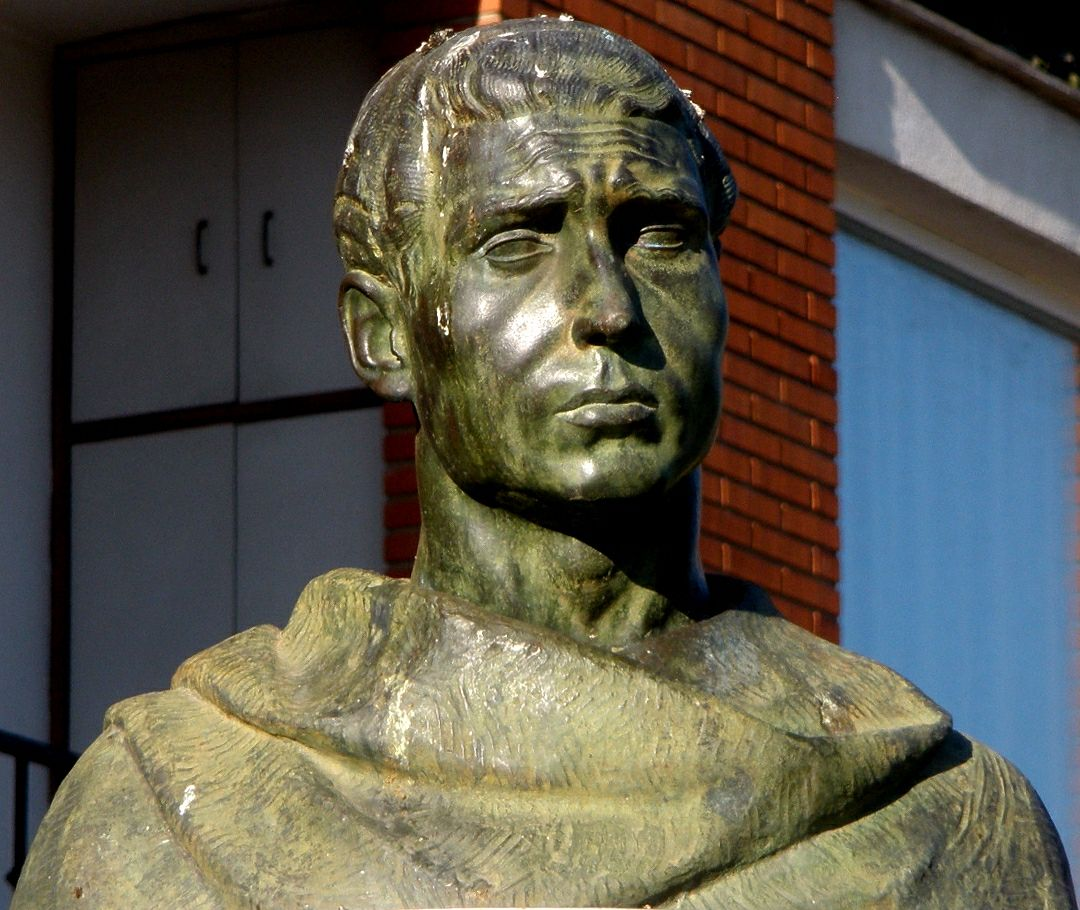
Monumento a Juan Aparicio en su Don Benito natal

Juan Aparicio Quintana (Don Benito, 1907-1964) fue un pintor español, hijo del matrimonio formado por Joaquín Aparicio e Inocencia Quintana. 

## Vida
Nació en el seno de una familia de tradición pastoril el 10 de enero de 1907. Es muy probable que cursara sus primeros estudios artísticos en la escuela que Claudio Díaz Díaz regentaba en la misma localidad. Sus naturales dotes le permitieron destacar y pronto fue acogido por las élites culturales dombenitenses. A sus diecisiete años, la Diputación Provincial de Badajoz le concedió una beca para ampliar su formación artística, beca que compartió con el pintor José Amador, de Talavera la Real, y con el escultor Juan Blanco Pajares, natural también de Don Benito.
Gracias a esa beca, se trasladó a Madrid e ingresó en la Escuela de Artes y Oficios Artísticos en el curso 1926/27, a cuya finalización obtuvo un Premio Extraordinario, con la calificación de sobresaliente. En la capital fue compañero del escultor emeritense Juan de Ávalos, quien asegura que Aparicio contó con el apoyo y favor de otro notable pintor extremeño, Adelardo Covarsí. No es preciso un análisis profundo de ambos estilos pictóricos para observar la clara influencia de Covarsí sobre el artista dombenitense, especialmente en la preferencia por el retrato costumbrista de tipos populares.
Tras permanecer incorporado al ejército de África con su quinta, Aparicio obtuvo en 1932 otra beca de estudios por un trabajo realizado para Bellas Artes. Posiblemente, ello le facilitó regresar a Madrid durante el curso 1932/33. De vuelta a su localidad natal, la familia de Juan Aparicio sufrió los avatares de la guerra civil del 36. A la conclusión de la misma, contrajo matrimonio con la dombenitense Filomena García-Molina Sánchez-Collado, con la que llegaría a tener varios descendientes, de los cuales les sobreviven tres hijos y dos hijas.
Juan Aparicio permanecería apegado a su entorno social y familiar hasta el final de sus días en 1964. Ejerció como profesor en la Escuela de Artes y Oficios de Don Benito, en cuyo alumnado dejó una huella tan profunda que es recordado por todos con gran cariño y admiración. Toda una generación de artistas dombenitenses —Antonio Cañamero, Antonio Martín-Romo, Juan Rueda, José Gallego “Sefui”, Antonio Martín Romo, Antonio Reyes y otros— le reconocen ser deudores de sus enseñanzas y de su absoluta implicación con la formación de aquellos jóvenes durante la dura posguerra extremeña.
Autor de numerosas obras que, en ocasiones, malvendió para atender las necesidades familiares y de su alumnado, muchas de ellas están repartidas por distintos puntos de la geografía extremeña y nacional. En la actualidad, se intenta realizar un catálogo que recoja el conjunto de aquella obra, un buen número de cuyos cuadros quedaron sin firmar. Entres sus más destacadas producciones, se encuentran los óleos que conforman el retablo mayor de la iglesia parroquial de Santiago Apóstol – Monumento Histórico Artístico –, en su localidad natal. Juan terminó sus días en Don Benito, la ciudad que le vio nacer, el 24 de noviembre de 1964.
Como pintor, su realismo costumbrista le llevó a plasmar sobre el lienzo retratos de gran vigor, personajes populares y hermosos bodegones. Destacan igualmente sus bocetos a lápiz, realizados sobre cualquier superficie que tuviese a mano. Algunas de sus obras pueden contemplarse en el Museo Provincial de Bellas Artes de Badajoz y en diversas colecciones particulares. El 19 de febrero de 1982, Juan Aparicio recibió su primer homenaje, sería la inauguración de una calle con su nombre: “Calle de Juan Aparicio”. El Ayuntamiento de Don Benito instituyó en el año 1989 la Bienal de la Pintura con el Premio Nacional de Pintura “Juan Aparicio”. El 2 de junio de 1995 se colocó un busto del Maestro Juan Aparicio, obra de Juan de Ávalos, en una de las arterias principales de la Ciudad en reconocimiento a su trabajo. Como bien indica en una pequeña biografía el Cronista Oficial de Don Benito, Diego Soto Valadés, “Juan Aparicio es figura eminente de la pintura y el arte en Don Benito, representa toda una etapa en la vida de nuestra Ciudad, sin estridencias”.